# Lista de jogos mais vendidos para Xbox 360

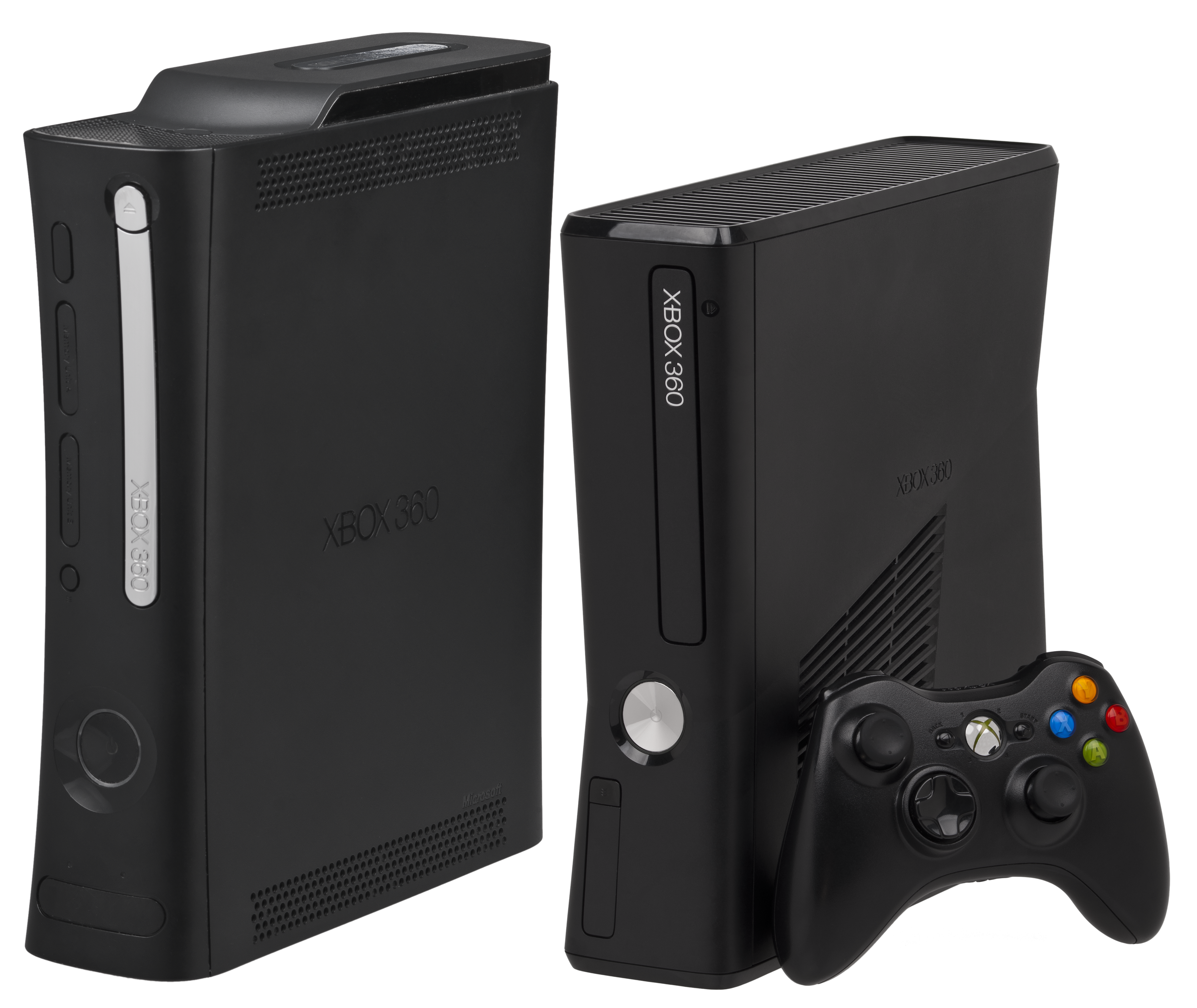
Os consoles Xbox 360 Elite e Xbox 360 S

Esta é uma lista de jogos eletrônicos para o console Xbox 360 que venderam pelo menos um milhão de unidades, classificadas em ordem de cópias vendidas. Alguns jogos também podem ter sido lançados em plataformas diferentes do Xbox 360, nesse caso, apenas os números de vendas das versões de Xbox 360 são contados. Existem também alguns jogos não listados que foram incluídos nos pacotes com o Kinect. O jogo eletrônico mais vendido para Xbox 360 é Kinect Adventures!. Lançado em 2010, trata-se de uma coleção de cinco minijogos de aventura e esportes desenvolvido pela Good Science Studio, uma subsidiária da Microsoft Game Studios. Kinect Adventures! vendeu juntamente com o console, alcançando 24 milhões de vendas, se tornando também um dos jogos mais vendidos de todos os tempos. Grand Theft Auto V detém como o segundo jogo mais vendido para Xbox 360, seguido por Halo 3 como o terceiro mais vendido.

## Lista
| Título                                         | Vendas gerais                                             | Vendas separadas | Lançamento             | Desenvolvedora(s)                                | Publicadora(s)                              |
| ---------------------------------------------- | --------------------------------------------------------- | --- | ---------------------- | ------------------------------------------------ | ------------------------------------------- |
| Kinect Adventures!                             | 24.000.000[a]                                             | — | 4 de novembro de 2010  | Good Science Studio                              | Microsoft Studios                           |
| Grand Theft Auto V                             | 17.790.000                                                | — | 17 de setembro de 2013 | Rockstar North                                   | Rockstar Games                              |
| Halo 3                                         | 14.500.000                                                | — | 25 de setembro de 2007 | Bungie                                           | Microsoft                                   |
| The Elder Scrolls V: Skyrim                    | 13.700.000                                                | - 59% do total de 23.270.000 de unidades vendidas do jogo foram para Xbox 360                                                                              | 11 de novembro de 2011 | Bethesda Game Studios (Subsidiária da Microsoft) | Bethesda Softworks / Microsoft              |
| Minecraft: Xbox 360 Edition                    | 13.000.000[c]                                             | — | 9 de abril de 2012     | 4J Studios                                       | Microsoft                                   |
| Call of Duty: Black Ops                        | 12.000.000                                                | — | 9 de novembro de 2010  | Treyarch                                         | Activision                                  |
| Call of Duty: Modern Warfare 2                 | 7.562.000                                                 | - 6.471 milhões nos Estados Unidos - 1 milhão no Reino Unido - 87.374 mais 3.944 The Best no Japão                                                         | 10 de novembro de 2009 | Infinity Ward                                    | Activision - JP: Square Enix                |
| Gears of War                                   | 5.000.000[b]                                              | — | 7 de novembro de 2006  | Epic Games                                       | Microsoft                                   |
| Gears of War 2                                 | 5.000.000                                                 | — | 7 de novembro de 2008  | Epic Games                                       | Microsoft                                   |
| Halo: Reach                                    | 4.790.000                                                 | - 4.74 milhões na América do Norte - 53.126 no Japão | 14 de setembro de 2010 | Bungie                                           | Microsoft                                   |
| Batman: Arkham City                            | 4.600.000                                                 | — | 18 de outubro de 2001  | Rocksteady Studios                               | Warner Bros. Interactive Entertainment      |
| Grand Theft Auto IV                            | 4.362.000                                                 | - 3.29 milhões nos Estados Unidos - 1 milhão no Reino Unido - 65.486 e 6.453 Platina no Japão                                                              | 29 de abril de 2008    | Rockstar North                                   | Rockstar Games                              |
| Call of Duty 4: Modern Warfare                 | 4.211.000                                                 | - 3.04 milhões nos Estados Unidos - 78.000 no Canadá - 54.742 e 39.222 Platinum Collection/The Best no Japão - 1 milhão no Reino Unido                     | 5 de novembro de 2007  | Infinity Ward                                    | Activision                                  |
| Fable II                                       | 3.500.000                                                 | — | 21 de outubro de 2010  | Lionhead Studios                                 | Microsoft                                   |
| Call of Duty: World at War                     | 3.350.000                                                 | - 2.75 milhões nos Estados Unidos - 600.000 no Reino Unido                                                                                                 | 11 de novembro de 2008 | Treyarch                                         | Activision                                  |
| Gears of War 3                                 | 3.000.000                                                 | — | 20 de setembro de 2011 | Epic Games                                       | Microsoft Studios                           |
| Halo 3: ODST                                   | 3.000.000                                                 | — | 22 de setembro de 2009 | Bungie                                           | Microsoft                                   |
| Kinect Sports                                  | 3.000.000                                                 | — | 4 de novembro de 2010  | Rare                                             | Microsoft                                   |
| Battlefield 3                                  | 2.730.000                                                 | - 1.63 milhão nos Estados Unidos - 730.000 na Europa - 14.000 no Japão                                                                                     | 25 de outubro de 2011  | DICE                                             | Electronic Arts                             |
| Forza Motorsport 2                             | 2.674.000                                                 | - 2.23 milhões nos Estados Unidos - 31.255 e 100.591 Platinum Collection no Japão - 12.600 no Canadá - 300.000 no Reino Unido                              | 24 de maio de 2007     | Turn 10 Studios                                  | Microsoft                                   |
| Assassin's Creed                               | 2.585.000                                                 | - 1.87 milhão nos Estados Unidos - 60.000 no Canadá - 55.261 no Japão - 600.000 no Reino Unido                                                             |                        | Ubisoft Montreal                                 | Ubisoft                                     |
| Dance Central                                  | 2.500.000                                                 | — |                        | Harmonix                                         | Microsoft                                   |
| Marvel: Ultimate Alliance                      | 2.080.000                                                 | — |                        | Raven Software                                   | Activision Vivendi Games - JP: Interchannel |
| Uno                                            | 2.068.000[c]                                              | — |                        | Carbonated Games                                 | Microsoft                                   |
| Forza Motorsport 3                             | 2.000.000                                                 | — |                        | Turn 10 Studios                                  | Microsoft                                   |
| Guitar Hero II                                 | 2.000.000                                                 | — | 3 de abril de 2007     | Harmonix                                         | Activision                                  |
| Saints Row                                     | 2.000.000                                                 | — |                        | Volition                                         | THQ                                         |
| Assassin's Creed II                            | 1.917.000                                                 | - 1.577 milhão nos Estados Unidos - 40.837 no Japão - 300.000 no Reino Unido                                                                               |                        | Ubisoft Montreal                                 | Ubisoft                                     |
| The Elder Scrolls IV: Oblivion                 | 1.872.000                                                 | - 1.49 milhão nos Estados Unidos - 72.274 mais 10.025 do Game of the Year Edition no Japão - 300.000 no Reino Unido                                        |                        | Bethesda Game Studios                            | 2K Games                                    |
| Madden NFL 09                                  | 1.870.000 nos Estados Unidos                              | — |                        | EA Tiburon                                       | EA Sports                                   |
| Red Dead Redemption                            | 1.865.000                                                 | - 1.528 milhão nos Estadps Unidos - 300.000 no Reino Unido - 37.984 no Japão                                                                               |                        | Rockstar North/Rockstar San Diego                | Rockstar Games                              |
| Dead Rising                                    | 1.800.000                                                 | — |                        | Capcom                                           | Capcom                                      |
| Rock Band                                      | 1.750.000                                                 | - 1.65 milhão nos Estados Unidos - 100.000 no Reino Unido                                                                                                  |                        | Harmonix                                         | MTV Games                                   |
| Madden NFL 07                                  | 1.720.000 nos Estados Unidos                              | — |                        | EA Tiburon                                       | EA Sports                                   |
| Guitar Hero III: Legends of Rock               | 1.652.000                                                 | - 1.32 milhão nos Estados Unidos - 32.000 no Canadá - 300.000 no Reino Unido                                                                               |                        | Neversoft                                        | Activision                                  |
| Mass Effect 2                                  | 1.600.000, 2 milhões combinados; incluindo a versão de PC | — |                        | BioWare                                          | Electronic Arts                             |
| Lost Planet: Extreme Condition                 | 1.600.000                                                 | — |                        | Capcom                                           | Capcom                                      |
| Mass Effect                                    | 1.600.000                                                 | — |                        | BioWare                                          | Microsoft                                   |
| Tom Clancy's Rainbow Six: Vegas                | 1.591.000                                                 | - 1.27 milhão nos Estados Unidos, - 18.592 e 2.731 para a versão Platinum Collection no Japão - 300.000 no Reino Unido                                     |                        | Ubisoft Montreal                                 | Ubisoft                                     |
| Call of Duty 3                                 | 1.534.000                                                 | - 1.22 milhão nos Estados Unidos - 14 194 no Japão - 300.000 no Reino Unido                                                                                |                        | Treyarch                                         | Activision                                  |
| Fallout 3                                      | 1.510.000                                                 | - 1.14 milhão na América do Norte - 63.548 regularmente, 6.681 do Game of the Year edition e 4.262 para Platinum Edition no Japão - 300.000 no Reino Unido |                        | Bethesda Game Studios                            | Bethesda Softworks                          |
| Madden NFL 08                                  | 1.510.000 nos Estados Unidos                              | — |                        | EA Tiburon                                       | EA Sports                                   |
| BioShock                                       | 1.500.000                                                 | — |                        | Irrational Games                                 | 2K Games                                    |
| Crackdown                                      | 1.500.000                                                 | — |                        | Realtime Worlds                                  | Microsoft                                   |
| Perfect Dark Zero                              | 1.500.000                                                 | — |                        | Rare                                             | Microsoft                                   |
| Resident Evil 5                                | 1.423.000                                                 | - 1.06 milhão nos Estados Unidos - 123.817 no Japão - 200.000 no Reino Unido, - 40.135 na França                                                           |                        | Capcom                                           | Capcom                                      |
| Tom Clancy's Ghost Recon Advanced Warfighter   | 1.411.000                                                 | - 1.2 milhão nos Estados Unidos - 8.903 e 1,622 para a versão Platinum Collection no Japão - 200.000 no Reino Unido                                        |                        | Ubisoft Paris, Red Storm Entertainment           | Ubisoft                                     |
| Call of Duty 2                                 | 1.400.000                                                 | — |                        | Infinity Ward                                    | Activision                                  |
| Fight Night Round 3                            | 1.290.000                                                 | - 1.19 milhão nos Estados Unidos - 100.000 no Reino Unido - 1.132 no Japão                                                                                 |                        | EA Chicago                                       | EA Sports                                   |
| Trials HD[c]                                   | 1.290.000                                                 | — |                        | RedLynx                                          | Microsoft                                   |
| UFC 2009 Undisputed                            | 1.230.000                                                 | - 1.03 milhão nos Estados Unidos - 200.000 no Reino Unido                                                                                                  |                        | Yuke's Osaka                                     | THQ                                         |
| Guitar Hero World Tour                         | 1.124.000                                                 | - 924.000 nos Estados Unidos - 200.000 no Reino Unido |                        | Neversoft                                        | Activision                                  |
| Star Wars: The Force Unleashed                 | 1.123.000                                                 | - 923.000 nos Estados Unidos - 200.000 no Reino Unido |                        | LucasArts                                        | LucasArts                                   |
| Battlefield: Bad Company 2                     | 1.050.000                                                 | - 825.500 nos Estados Unidos - 24.539 no Japão - 200.000 no Reino Unido                                                                                    |                        | DICE                                             | Electronic Arts                             |
| Rock Band 2                                    | 1.020.000 nos Estados Unidos                              | — |                        | Harmonix                                         | MTV Games                                   |
| Dead or Alive 4                                | 1.019.999                                                 | — |                        | Team Ninja                                       | Tecmo                                       |
| Halo Wars                                      | 1.000.100                                                 | — |                        | Ensemble Studios                                 | Microsoft                                   |
| Left 4 Dead                                    | 1.000.099                                                 | — |                        | Turtle Rock Studios/Valve                        | Valve                                       |
| Ninja Gaiden II                                | 1.000.015                                                 | — |                        | Team Ninja                                       | Tecmo                                       |
| The Orange Box                                 | 1.000.008                                                 | — |                        | Valve                                            | Valve                                       |
| Tom Clancy's Ghost Recon Advanced Warfighter 2 | 1.000.001                                                 | — |                        | Red Storm Entertainment                          | Ubisoft                                     |
| Viva Piñata                                    | 1.000.000                                                 | — |                        | Rare                                             | Microsoft                                   |

- ↑ a: Até 12 de fevereiro de 2013, o Kinect vendeu mais de 24 milhões de unidades,[1] cada um deles eram fornecidos com uma cópia de Kinect Adventures!
- ↑ b: O número de vendas de Gears of War incluem a versão de PC
- ↑ c: Jogo para Xbox Live Arcade

Total de jogos vendidos para Xbox 360 até dezembro de 2009: 353.8 milhões.